# Asiohahnia
Genre
Asiohahnia est un genre d'araignées aranéomorphes de la famille des Hahniidae.

## Distribution
Les espèces de ce genre se rencontrent en Asie centrale et en Chine.

## Liste des espèces
Selon World Spider Catalog (version 17.0, 12/06/2016) :
- Asiohahnia alatavica Ovtchinnikov, 1992
- Asiohahnia dzhungarica Ovtchinnikov, 1992
- Asiohahnia ketmenica Ovtchinnikov, 1992
- Asiohahnia liangdangensis (Tang, Yang & Kim, 1996)
- Asiohahnia longipes Ovtchinnikov, 1992
- Asiohahnia reniformis (Chen, Yan & Yin, 2009)
- Asiohahnia spinulata Ovtchinnikov, 1992
- Asiohahnia xinjiangensis (Wang & Liang, 1989)

## Publication originale
- Ovtchinnikov, 1992 : Description of a new genus Asiohahnia gen. n. (Aranei, Hahniidae) with five species from the Tien-Shan. Zoologičeskij žurnal, vol. 71, no 5, p. 28-37.